# Droits LGBT en Lituanie
Les personnes lesbiennes, gay, bisexuelles, et transgenres (LGBT) en Lituanie peuvent faire face à des difficultés sociales et juridiques que n'ont pas les habitants non-LGBT. Les relations sexuelles entre femmes et entre hommes sont légales en Lituanie depuis 1993. En revanche, ni le mariage homosexuel (interdit par la constitution), ni l'adoption homoparentale ne sont reconnus. Bien que l'homosexualité ait été décriminalisée, les homosexuels ont accédé à peu de droits juridiques. La protection contre les discriminations faisaient partie des critères d'entrée dans l'Union européenne. La Lithuanian Gay League est la seule association LGBT du pays.

## Lois publiques
Jusqu’à la proclamation de l’indépendance en 1918, la Lituanie appliquait la loi de l’Empire russe. Le statut pénal russe de 1903 prévoyait une peine d’emprisonnement de trois mois à un an pour des relations sexuelles entre hommes. Après la proclamation de l’indépendance, le Conseil d’État de Lituanie a adopté en 1919 le statut pénal de Lituanie basé sur son analogue russe. Son article 516 prévoyait une peine d’emprisonnement allant jusqu’à trois mois pour des relations sexuelles entre hommes. Ce statut était en vigueur jusqu’en 1940.
En 1940, après l’occupation soviétique de la Lituanie, la loi soviétique est entrée en vigueur, prévoyant elle aussi une peine d’emprisonnement pour des relations homosexuelles. Les rapports sexuels entre hommes étaient punis d’une peine d’emprisonnement jusqu’à 3 ans, en vertu de l’article 122 du code pénal de 1960 de la République socialiste soviétique de Lituanie.
À la suite de la restauration de l’indépendance en 1990, l’article 122 du code pénal de la République socialiste soviétique de Lituanie était en vigueur pendant encore 3 ans jusqu’à son abrogation en 1993.
Donc, les relations homosexuelles, illégales dans l'Union soviétique, ont été légalisées en Lituanie en 1993. La majorité sexuelle a été ramenée en 2004 à quatorze ans pour remplir les critères d'accès à l'Union européenne contre les discriminations.

### Unions de couples du même sexe
En 2019, alors que les unions de couples homosexuels n'étaient pas reconnues par la loi, le gouvernement accorde des permis de séjour aux conjoints étrangers de citoyens en couple gay ou lesbien.
Le 17 avril 2025, la Cour constitutionnelle de Lituanie reconnait le caractère inconstitutionnel de l'absence de reconnaissance des couples de même sexe dans la loi, ouvrant la voie vers la légalisation du partenariat enregistré homosexuel,,.

### Protections contre les discriminations
En accord avec la loi sur le traitement égalitaire de 2005, la discrimination fondée sur l'orientation sexuelle est interdite dans les domaines de l'emploi, de l'éducation et de l'accès aux biens et aux services.
Les amendements à cette loi qui annulait l'interdiction de discriminer en raison de l'orientation sexuelle sont soumises à l'étude au Seimas (le parlement de Lituanie) depuis le 5 juin 2008, mais ils ont été rejetés lorsque le Seimas a adopté la nouvelle version de la loi le 17 juin 2008.

### Loi sur la protection des mineurs
Les amendements à la Loi sur la protection des mineurs contre l'effet nuisible de l'information publique, interdisant dans les faits la « promotion des relations homosexuelles » et soupçonnées de limiter les droits des personnes LGBT, ont été proposés en 2006, 2007 et 2008.
Le parlement lituanien a approuvé la nouvelle version de la loi qui doit être mise en application le 1er mars 2010,. Même si le président a mis son veto en mettant en avant un « manque de définitions », le veto a été levé par le parlement. Selon ses termes, la loi interdit « la propagande en faveur des relations homosexuelles, bisexuelles ou polygames ». Selon certaines personnalités politiques qui ont voté pour la loi, la possibilité de définir la « propagande » doit être laissée aux juges.
Le 17 septembre 2009, le Parlement européen a passé une résolution condamnant la loi et demandant à l'Agence des droits fondamentaux de l'UE de délivrer une opinion légale. Le 10 novembre 2009, le parlement lituanien a répondu en adoptant une résolution demandant au gouvernement de chercher à invalider la résolution du parlement européen, condamné comme une action illégale,. L'Agence des droits fondamentaux de l'UE a écrit au parlement européen qu'elle ne soumettrait pas d'opinion légale, étant donné qu'elle n'avait pas de mandat pour évaluer la législation des états membres.
La présidente nouvellement élue, Dalia Grybauskaitė, a exprimé son désaccord formel avec la loi, et a formé une commission pour élaborer un texte annulant les dispositions discriminatoires. Le 22 décembre 2009, les clauses interdisant la promotion des « relations homosexuelles, bisexuelles et polygames » devant des mineurs ont été éliminées, mais en guise de compromis, le paragraphe a été remplacé par le texte suivant : il est interdit de « diffuser des informations qui ferait la promotion de relations sexuelles, d'autres conceptions de conclure un mariage ou de fonder une famille que celles qui sont établies dans la Constitution ou le Code civil »,. Cette disposition est discutée, car elle pourrait être un premier pas vers l'interdiction de la critique du gouvernement et de ses décisions, et donc une menace pour la démocratie. Ceux qui ont proposé la loi déclarent être menés par le désir de protéger la famille traditionnelle et les enfants, certains ont même considéré que la loi devrait interdire toute information publique sur l'homosexualité, qu'elle soit accessible ou non aux mineurs, ou interdire tout débat public et tout événement lié à l'homosexualité.
Il est significatif que la même loi interdise la moquerie et l'irrespect en raison de l'orientation sexuelle. La loi met en œuvre d'autres amendements, tels que l'interdiction de promouvoir une mauvaise alimentation aux mineurs, l'interdiction d'information qui « profane les valeurs de la famille », la représentation de l'hypnose, etc.
L'amendement a parfois été comparé à la Section 28, qui avait interdit de parler de l'homosexualité dans les écoles britanniques.
Le 25 octobre 2023, le ministère de la Justice décide de proposer d'amender la loi à la suite du jugement de la Cour européenne des droits de l'homme dans l'affaire Macatė v. Lithuania. Le parlement rejette l'amendement en novembre 2023.
La loi est déclarée contraire à la constitution par la Cour constitutionnelle de Lituanie le 18 décembre 2024.

## Tableau récapitulatif
| Rapports homosexuels légaux                                                                               | (depuis 1993)                                |
| Égalité de l'âge du consentement                                                                          | (depuis 2004)                                |
| Loi contre les discriminations à l'embauche                                                               | (depuis 2005)                                |
| Loi contre les discriminations pour la fourniture de biens et services                                    | (depuis 2005)                                |
| Loi contre les discriminations dans tous les domaines (incl. discrimination indirecte, discours de haine) | Oui                                          |
| Reconnaissance légale des couples de même sexe                                                            | Non                                          |
| Mariage homosexuel                                                                                        | (Interdiction constitutionnelle depuis 1992) |
| Adoption conjointe pour les couples de même sexe                                                          | Non                                          |
| Gays et lesbiennes autorisés à servir ouvertement dans l'Armée                                            | Oui                                          |
| Droit au changement légal de genre                                                                        | Non                                          |
| HSH autorisés au don de sang                                                                              | Non                                          |